# Gordon Giovanelli
Gordon Stephen Giovanelli –conocido como Gordy Giovanelli– (Everett, 11 de abril de 1925 - Escondido, 21 de diciembre de 2022) es un deportista estadounidense que compitió en remo. Participó en los Juegos Olímpicos de Londres 1948, obteniendo una medalla de oro en la prueba de cuatro con timonel.

## Palmarés internacional
| Juegos Olímpicos | Juegos Olímpicos      | Juegos Olímpicos | Juegos Olímpicos   |
| Año              | Lugar                 | Medalla          | Prueba             |
| ---------------- | --------------------- | ---------------- | ------------------ |
| 1948             | Londres (Reino Unido) | Medalla de oro   | Cuatro con timonel |